# I. e. 160
Évszázadok: i. e. 3. század – i. e. 2. század – i. e. 1. század
Évtizedek: i. e. 210-es évek – i. e. 200-as évek – i. e. 190-es évek – i. e. 180-as évek – i. e. 170-es évek – i. e. 160-as évek – i. e. 150-es évek – i. e. 140-es évek – i. e. 130-as évek – i. e. 120-as évek – i. e. 110-es évek
Évek: i. e. 165 – i. e. 164 – i. e. 163 – i. e. 162 –  i. e. 161 – i. e. 160 – i. e. 159 – i. e. 158 – i. e. 157 – i. e. 156 – i. e. 155

## Események

### Hellenisztikus birodalmak
- I. Démétriosz szeleukida király keletre indul, hogy letörje a birodalom keleti felének függetlenedési törekvéseit; a nyugati felét Bakkhidész fővezérre bízza.
- Alkimosz jeruzsálemi főpap segítségkérésére reagálva Bakkhidész bevonul a nemrég függetlenedett Júdeába, de előtte még vérengzést rendez a galileai haszideánusok között. Ostrom alá veszi Jeruzsálemet, de a makkabeus felkelés vezetőjének, Júdás Makkabeusnak sikerül kimenekülnie.
- Az elaszai csatában Bakkhidész legyőzi a felkelőket és Júdás Makkabeus is elesik. Helyét a mozgalom élén öccse, Jonatán veszi át.
- I. Démétriosz legyőzi és megöli a médiai felkelés vezérét, Timarkhoszt. Démétrioszt a római szenátus elismeri a Szeleukida Birodalom királyának, a babiloniak pedig a Szótér ("Megmentő") melléknevet adományozzák neki, mert felszabadította őket Timarkhosz zsarnoksága alól. A feldúlt Médiát hamarosan a pártusok támadják meg.
- Meghal I. Artaxiasz örmény király, az Artaxida-dinasztia alapítója. Utóda fia, I. Artavaszdész.

### Róma
- Lucius Anicius Gallust és Marcus Cornelius Cethegust választják consulnak.
- Meghal Lucius Aemilius Paullus Macedonicus, a makedón állam megsemmisítője. Temetésén először adják elő Terentius Adelphoe ("Fivérek") c. színművét.

## Születések
- Jugurtha, numida király
- Bithüniai Theodosziosz, görög matematikus és csillagász
- Quintus Caecilius Metellus Numidicus, római hadvezér és államférfi

## Halálozások
- I. Artaxiasz, örmény király
- Júdás Makkabeus, zsidó hadvezér
- Lucius Aemilius Paullus Macedonicus, római hadvezér és államférfi
- Caius Laelius, római hadvezér és államférfi
- Timarkhosz, Média kormányzója

## Fordítás
- Ez a szócikk részben vagy egészben  a(z)   160 BC című angol Wikipédia-szócikk ezen változatának fordításán alapul.  Az eredeti cikk szerkesztőit annak laptörténete sorolja fel. Ez a jelzés csupán a megfogalmazás eredetét és a szerzői jogokat jelzi, nem szolgál a cikkben szereplő információk forrásmegjelöléseként.